# Strychnopsis thouarsii
Strychnopsis thouarsii är en tvåhjärtbladig växtart som beskrevs av Henri Ernest Baillon. Strychnopsis thouarsii ingår i släktet Strychnopsis och familjen Menispermaceae. Inga underarter finns listade i Catalogue of Life.